# 林港坤
林港坤（英語：Roy Lam Kong-kwan，1983年—），祖籍為廣東惠東，鶴佬人，香港建制派政治人物，民建聯成員，曾任香港沙田區議會帝怡選區議員，擁有博士學位，於2019年香港區議會選舉首次當選，是該屆唯一的建制派沙田區民選區議員。現任沙田區議會委任議員。

## 2019年香港區議會選舉
2019年香港區議會選舉，於是次選舉中，林出戰沙田帝怡選區，遇上有兩名民主派候選人「撞區」，分別是沙田區政謝潔泳，以及民主黨劉青，最終林在鷸蚌相爭之下，以1923票（43.52%）勝出。民主黨立法會議員林卓廷其後就民主派在該選區協調不當致歉。
2023年12月12日，行政長官李家超委任179名委任區議員，林港坤成為沙田區議會委任議員。

## 爭議
2019年香港區議會選舉後，因應民主派大勝，沙田當然區議員莫錦貴連同林成為沙田區議會僅餘兩位的親建制派區議員。在2020年1月3日沙田區議會首次會議時，區議會主席程張迎動議為2019反對逃犯條例修訂草案運動犧牲的抗爭者默哀，並得到所有民主派議員支持。惟莫錦貴及林港坤離席抗議；該區的民政專員陳婉雯亦同樣指默哀「係你哋政治立場嘅表態」，亦拒絕默哀站立，被區議員許銳宇批評此舉冷血。另一區議員李志宏指出，昨日西貢及中西區區議會會議上，秘書處亦一同參與默哀，譴責沙田民政處不合作。

## 資料來源
1. ↑  . www.districtcouncils.gov.hk.   [2020-01-07]. （原始内容存档于2020-11-09）.
2. ↑  . std.stheadline.com. 星島日報. 2019-11-29  [2020-01-03]. （原始内容存档于2019-12-06） （中文（香港））.
3. ↑  . 香港政府新聞公告. 2023-12-12  [2023-12-12]. （原始内容存档于2023-12-12）.
4. ↑  . 立場新聞. 2020-01-03  [2020-01-03]. （原始内容存档于2020-01-04）.
5. ↑  . 東方日報. 2020-01-03  [2020-01-03]. （原始内容存档于2020-01-03）.
6. ↑  . 獨立媒體 inmediahk.net. 2020-01-03  [2020-01-03]. （原始内容存档于2020-01-03）.